# Fredric Ludvig af Klinteberg
Fredric Ludvig af Klinteberg (före adlandet Klinteberg), född 21 april 1760 i Härslövs socken, död 10 december 1812 i Karlskrona, var en svensk sjömilitär och skeppsbyggmästare.
Fredric Ludvig af Klinteberg var son till kontraktsprosten Paul Klintberg. Han blev 1769 student vid Lunds universitet och antogs som elev vid örlogsflottans skeppsvarv i Karlskrona 1777. Han insåg tidigt att matematiska kunskaper behövdes för den moderna skeppsbyggnaden och studerade 1779-1782 matematik vid Lunds universitet. Redan i början av 1780-talet skall han ha fått utföra skeppsbyggnation direkt under Fredrik Henrik af Chapmans ledning och blev 1786 extraordinarie och 1790 ordinarie underskeppsbyggmästare. af Klinteberg fick 1786 uppdraget att presentera ritningarna på Amphion och Amadis för Gustav III. Fredrik Henrik af Chapman som hade ritat fartygen var nu upptagen med andra fartygsbyggen och konstruktions- och tackelritningarna överläts att färdigställas av Klinteberg. År 1789 gjorde han tackelritningarna till skonerten Husaren och kutterbriggen Dragon och vann samma år Kungliga Patriotiska Sällskapets stora pris för en tävling om bästa sättet att göra om ostindiefarare till krigsfartyg.
Under 1790-talet var af Klinteberg nära knuten till af Chapman när det gällde byggnationen av ett antal linjeskepp. Han blev skeppsbyggmästare och kapten vid flottornas konstruktionskår 1793 samt befordrades 1795 till major. Klinteberg vistades 1795-1801 i Turkiet där han ledde en grupp svenska officerare som i konkurrens med en fransk grupp konstruerade fartyg för den Osmanska flottan. 1802-1803 deltog han i en expedition för att studera fartygsbyggnationen i Danmark, Nederländerna och Frankrike. 1804 befordrades af Klinteberg till överstelöjtnant och utnämndes senare samma år till chef för konstruktionsdepartementet i Karlskrona. Han adlades 1807.
Fredric Ludvig af Klinteberg invaldes 1804 som ledamot av Kungliga Krigsvetenskapsakademien och 1809 av Kungliga Örlogsmannasällskapet. Han blev riddare av Svärdsorden 1802.